# Diplodia laurina
Diplodia laurina är en svampart som beskrevs av Sacc. 1876. Diplodia laurina ingår i släktet Diplodia och familjen Botryosphaeriaceae.   Inga underarter finns listade i Catalogue of Life.